# Nicholas Miklouho-Maclay
Nicholas Miklouho-Maclay (em russo:  Николай Николаевич Миклухо-Маклай; 1846 - 1888) foi um explorador, etnólogo, antropólogo e biólogo russo, que se tornou famoso como o primeiro cientista a estar entre e estudar pessoas que nunca tinham visto um Europeu. Os Cingaleses o presentearam com um segundo sobrenome, "Maclay", que significa "doador de comida," bem como o título honorífico de "Slamat", que significa "bom".
Miklouho-Maclay passou a maior parte de sua vida viajando e conduzindo suas investigações científicas no Oriente Médio, Austrália, Nova Guiné, Melanésia e Polinésia. A Austrália tornou-se o seu país de adoção e Sydney, a cidade natal de sua família.
Ele se tornou uma figura proeminente da ciência australiana do século XIX e envolveu-se em questões mais significativas da história da Austrália e da Nova Guiné. Ao escrever cartas às revistas científicas australianas, Miklouho-Maclay expressou sua oposição ao trabalho e o comércio de escravos ("blackbirding") na Austrália, Nova Caledônia e no Pacífico, bem como a sua oposição à expansão colonial  britânica e alemã na Nova Guiné. Enquanto na Austrália, ele construiu a primeira estação de pesquisa biológica no Hemisfério Sul, foi eleito para a Linnean Society de Nova Gales do Sul, foi fundamental no estabelecimento da Associação de Biologia Australásia, entrou para o Clube Australiano, tornou-se íntimo do cientista amador e figura política Sir William Macleay, e se casou com a filha do Premier de Nova Gales do Sul. Seus três netos têm contribuído para a vida pública da Austrália.
Um dos primeiros seguidores de Charles Darwin, Miklouho-Maclay também é lembrado até hoje como um humanista erudito que, sobre a base de sua pesquisa anatômica comparativa, foi um dos primeiros antropólogos a refutar a visão predominante de que as diferentes 'raças' da humanidade pertenciam a diferentes espécies.

## A ascendência e primeiros anos
Miklouho-Maclay nasceu em um campo temporário de trabalhadores no  condado de Borovichi (uyezd), Província de Novgorod (atualmente Okulovsky Distrito de Novgorod Oblast) na Rússia, filho de um engenheiro civil, trabalhando na construção da   Ferroviária Moscou-St. Petersburgo. Seu pai ucraniano, Nikolai Illich Myklukha, nasceu em 1818, em Starodub, Chernigov Província, e descendeu do Stepan Myklukha, um Cossaco Zaporozhian, a quem foi atribuído o título de nobre do Império por Catarina II, por seus feitos militares durante a Guerra Russo-turca (1787-1792), que incluiu a captura da fortaleza Ochakov. Na verdade, a sua linhagem Cossaco  foi extensa e incluiu também a Otamana de Zaporizhian Host Okhrim Maklukha, que mais tarde tornou-se o protótipo de Nikolai Gogol, personagem principal em Taras Bulba. Seus avós paternos eram amigos de Gogol. Sobre as suas origens, Miklouho-Maclay escreveu:
Meus antepassados vieram originalmente da Ucrânia, e foram Zaporogg-cossacos do Dnieper. Após a anexação da Ucrânia, Stepan, um membro da família, serviu como sotnik (oficial superior Cossaco) sob o General Count Rumianzoff, e tendo distinguido-se na tomada da fortaleza turca de Otshakoff, foi por ukase de Catarina II, tornado um nobre...
O pai de Nicholas, Mykola Myklukha, graduou-se no Liceu Nizhyn (Nizhyn), indo posteriormente andando todo o caminho para São Petersburgo, onde matriculou-se no Instituto de Engenharia do Corpo de fuzileiros. formou-se no instituto, em 1840, e tornou-se um engenheiro designado para trabalhar na construção da Ferroviária Moscow–São Petersburgo. Depois de se tornar o primeiro chefe de Moskovsky de passageiros da estação ferroviária de Saint Petersburg, Maklukha mudou com sua família para lá. Ele morreu em dezembro de 1857, por tuberculose, sendo socorrido por sua esposa e cinco filhos. Antes de sua morte, Maklukha foi demitido de seu emprego por conta do envio de 150 rublos para Taras Shevchenko.
A mãe de Nicholas, Ekaterina Semenovna, nascida Bekker, era descendente de alemães e poloneses (seus três irmãos tomaram parte na Insurreição de janeiro de 1863). Depois de 1873, a família de Miklouho-Maclay comprou e morou em uma propriedade rural no Malyn, 100 quilômetros (62 mi) a noroeste de Kiev na região de Polesia.
Um dos irmãos de Nicholas, Sergei, tornou-se um juiz, Malyn, onde ele morreu. Outro irmão, Mikhail, tornou-se um geólogo. Um terceiro irmão, Vladimir, foi um capitão do navio da defesa da costa russa Almirante Ushakov e participou na Batalha de Tsushima , onde ele morreu. Tanto Mikhail quanto Vladimir eram membros da  organização revolucionária russa Narodnaya Volya.
Nicolau foi batizado em 21 de julho de 1846, pelo sacerdote Ioann Smirnov na Igreja Shegrinskaya de Nikolaos, o Taumaturgo. Seu padrinho foi Nicholas Ridigier, um Borovichi proprietário de terras, que era um veterano da Guerra Patriótica de 1812 e um participante na Batalha de Borodino.

## Educação e estudos

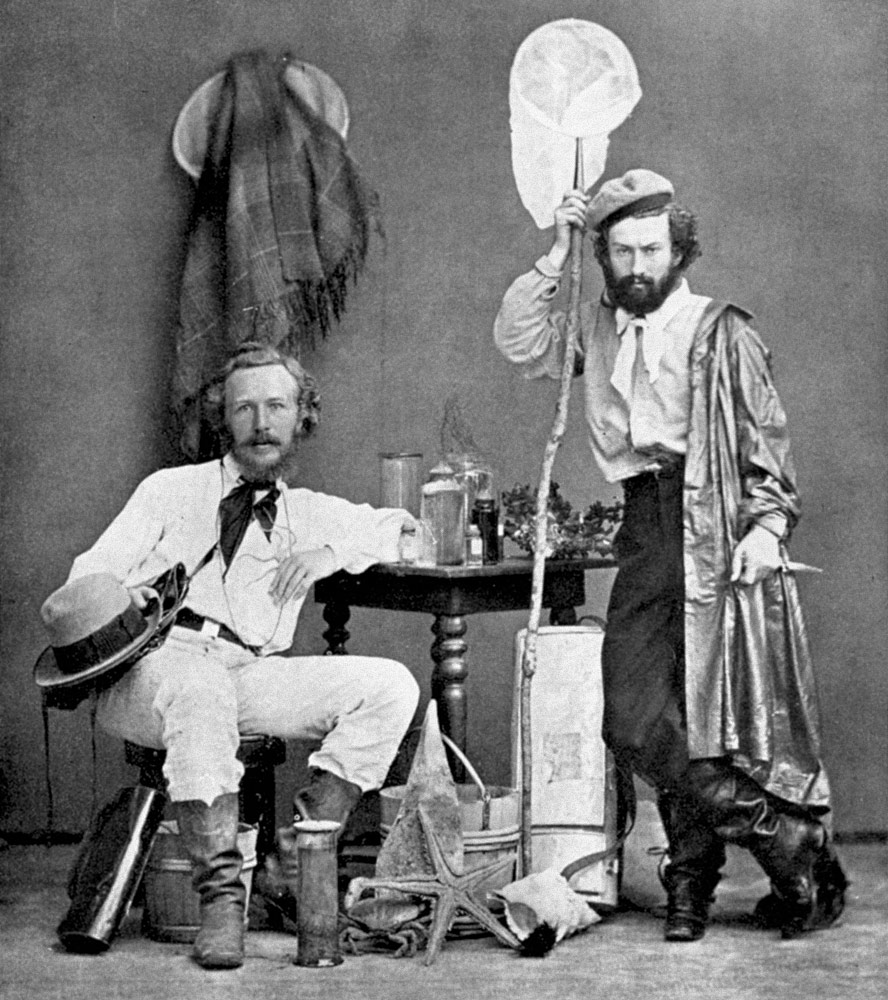
Ernst Haeckel com seu assistente, Nicholas Miklouho-Maclay, nas Ilhas Canárias, 1866

Em 1858, Nicholas matricula-se na terceira série da escola alemã Luterana do Saint Anna Kirche em São Petersburgo. Durante seus estudos no Ginásio  Segundo São Petersburg (1859-1863), juntamente com seu irmão Pedro, ele foi preso e mantido por vários dias na Fortaleza de Pedro e Paulo por participar de protestos estudantis. Os jovens estudantes foram salvos pelo escritor russo Aleksey Konstantinovich de Tolstói, que era amigo do pai de Nicholas. Em 1863, sem terminar o ginásio, Nicholas inscreveu-se como um ouvinte na Universidade de São Petersburgo , mas só passou dois meses lá antes de ser expulso, em fevereiro de 1864 e ser privado do ensino superior na Rússia Imperial por "quebrar as regras". Em março do mesmo ano, com um passaporte forjado, ele mudou-se para o estrangeiro para completar os seus estudos em universidades alemãs, que proporcionou uma oportunidade para estudar e trabalhar com os principais cientistas europeus. Estudou humanidades em Heidelberg, medicina em Leipzig, e zoologia na Universidade de Jena, onde ele veio a estar sob a influência do grande estudioso alemão Ernst Haeckel, que teve uma profunda influência sobre o seu futuro.
Os registros do brilhante aluno Miklouho-Maclay atraiu a atenção de Haeckel, que fez seu assistente ir como parte de uma expedição de campo  para as Ilhas Canárias, em 1866. Lá, Miklouho-Maclay teve interesse em tubarões e esponjas e descobriu uma nova espécie de esponja, que deu o nome de guancha e blanca, em homenagem ao Guanches,  habitantes Berberes originários das Ilhas Canárias. Ele também se tornou um amigo próximo do biólogo Anton Dohrn, com quem ele ajudou a conceber a idéia de estações de pesquisa enquanto permaneceu com ele em Messina, Itália.

## Austrália

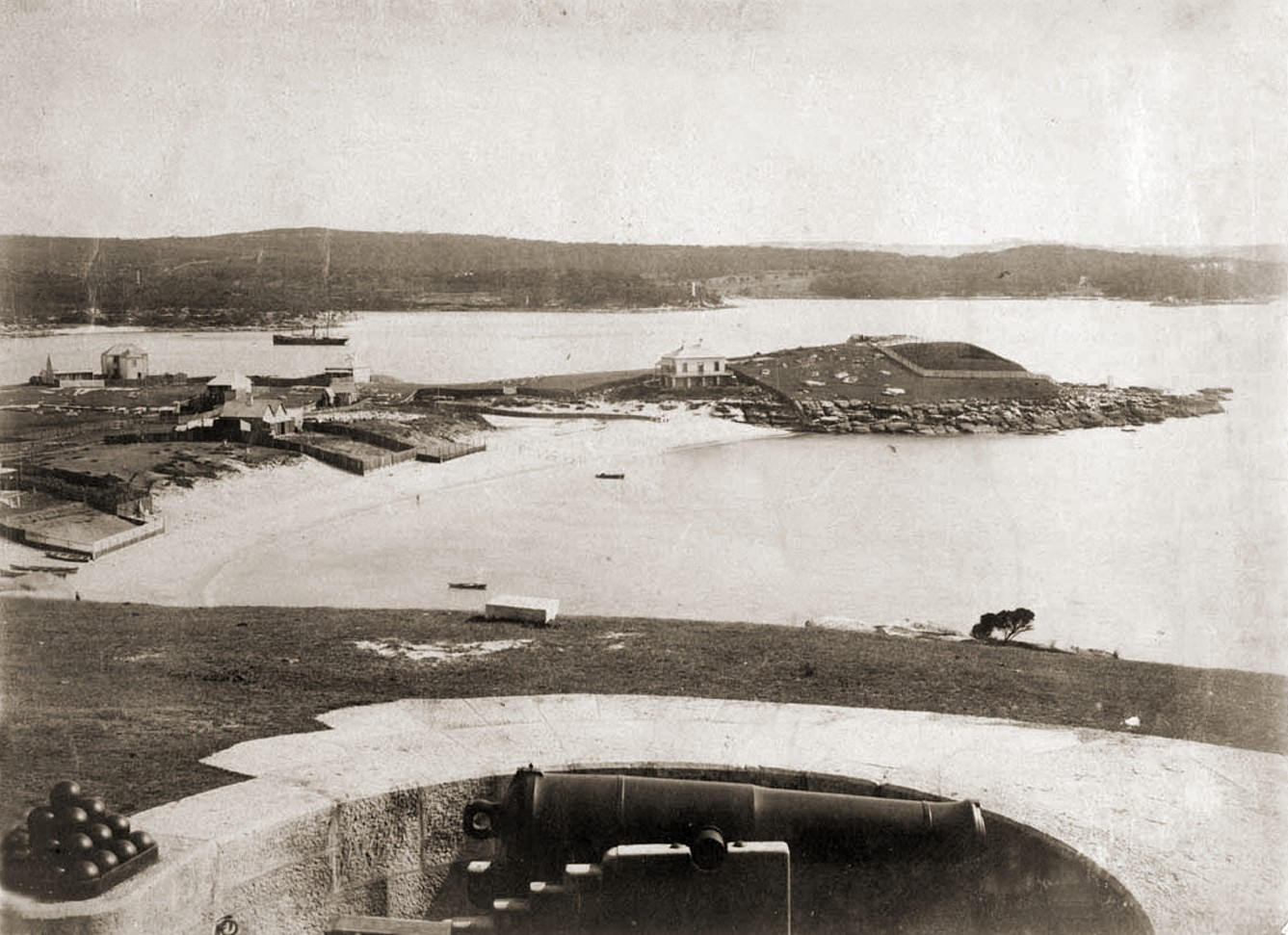
A Estação Marinha de Biologia (centro da foto) no watson's Bay por volta de 1881

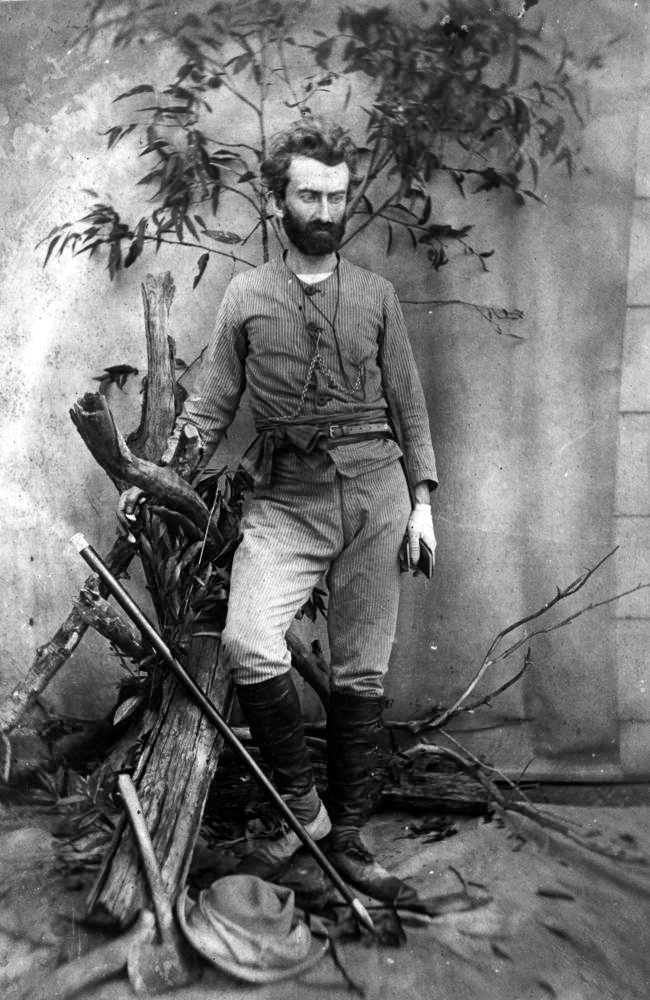
Miklouho-Maclay, ca. 1880, em Queensland, Austrália. Foto com pose de típica representação da época para enfatizar uma personalidade "exploradora" _ note as folhas de Eucalipto, e as "ferramentas" de explorador.

Miklouho-Maclay deixou São Petersburg em direção à Austrália na corveta a vapor Russky. Ele chegou em Sydney , em 18 de julho de 1878. Poucos dias depois de chegar, ele se aproximou da Linnean Society e ofereceu-se para organizar um centro zoológico. Em setembro de 1878, a sua oferta foi aprovada. O centro, conhecido como Estação Marinha Biológica, foi construído pelo destacado arquiteto de Sydney, John Kirkpatrick. Este estabelecimento, localizado na Watsons Bay, no lado leste da Maior Sydney, foi o primeiro instituto de investigação de biologia marinha da Austrália. Casou-se com Margaret-Emma, viúva, filha do Premier de Nova Gales do Sul, John Robertson.

## Trabalho Antropológico na Nova Guiné e Pacífico
Ele visitou o norte-oriental da Nova Guiné, Filipinas e Indonésia em algumas ocasiões, e viveu entre as tribos nativas, escreveu um amplo tratado sobre o seu modo de vida e costumes.

## Visão Humanista
Os círculos científico e antropológico durante a década de 1850 e de 1860 tinham  muitas discussões relacionadas com o estudo das raças humanas e a interpretação das peculiaridades  raciais. Houve alguns antropólogos, como Samuel Morton, que tentaram provar que nem todas as raças humanas eram de igual valor, e que os "brancos" foram predestinados por "seleção natural" para governar as raças  "coloridas". Esta atitude foi usada para justificar a escravidão e o colonialismo.
Alguns cientistas, como Ernst Haeckel, o professor do jovem Miklouho-Maclay, relegou os que ele considerava como culturalmente "atrasados", pessoas como os de Papua, os Bosquímanos e os outros para o papel de "ligações intermediárias" entre os Europeus e os seus antepassados animais. Enquanto adepto da teoria da evolução de Darwin, Miklouho-Maclay divergiu desses conceitos racistas, e foi essa questão que o levou a reunir fatos científicos e estudar os escuros habitantes da Nova Guiné. Sobre a base de suas pesquisas comparativo-anatômicas, Miklouho-Maclay foi um dos primeiros antropólogos a refutar o polygenismo e racismo científico, a visão de que as diferentes raças da humanidade pertenciam a diferentes espécies e que algumas raças humanas eram inferiores.

## Oposição à escravidão
A visão humanista de Miklouho-Maclay o levou a uma campanha ativa contra o comércio de escravos e contra blackbirding – realizado entre as ilhas da Melanésia e plantações em Queensland, Fiji, Samoa e Nova Caledônia. Em novembro de 1878, o governo holandês informou que por suas recomendações foi verificar o tráfico de escravos em Ternate e Tidore. A partir de 1879 em diante ele escreveu uma série de cartas para revistas científicas Australianas, e correspondeu-se com Sir Arthur Gordon, Alto Comissário para o Pacífico Ocidental, para proteger os direitos à terra dos seus amigos na Costa Maclay, norte-oriental da Nova Guiné, e no final, o tráfico de armas e entorpecentes , no Pacífico Sul.

## Saúde precária e morte na Rússia
Em 1887 deixou a Austrália e voltou para São Petersburgo para apresentar o seu trabalho para a Imperial Sociedade Geográfica Russa, tendo a sua jovem família com ele. Miklouho-Maclay estava com péssima saúde e foi uma viagem da qual ele não voltou. Apesar de ter sido tratado por Sergei Botkin, Miklouho-Maclay morreu de tumores cerebrais não identificados, aos 42 anos, em São Petersburgo. Foi enterrado no Cemitério de Volkovo, e deixou o seu crânio para a Academia Médica e Militar de São Petersburgo.

## Pós-morte
A viúva de Miklouho-Maclay voltou para Sydney com seus filhos. Até 1917, a família do cientista recebeu uma pensão imperial russa. O dinheiro foi alocado pela primeira vez por Alexandre III e, em seguida, por Nicolau II. Um de seus filhos, Alexandre, casou com uma filha de R. E. O'Connor.

## Comemoração

### Internacionalmente, e na Ciência
Nicholas Miklouho-Maclay é comemorado no nome científico de uma espécie de árvores da Nova Guiné, Pouteria maclayana, na espécie de banana, Musa maclayi, e na espécie de caracol terrestre, Canefriula maclayiana, que foram algumas das espécies que ele descobriu. O gorgulho Rhinoscapha maclayi foi coletado por Miklouho-Maclay e, em seguida, foi nomeado após ele pelo seu amigo William Macleay.
Outras espécies nomeadas após Nicholas Miklouho-Maclay incluem: Colastomion maclayi (uma vespa da Nova Guiné), e Dysmicoccus maclayi (um inseto da Nova Guiné)
O asteróide 3196 Maklaj, descoberto em 1978, foi nomeado em sua honra.
Maklaj é a base do personagem principal do romance histórico em Esperanto  "Sed Nur Empuñadura" por Trevor Steele.

### Austrália

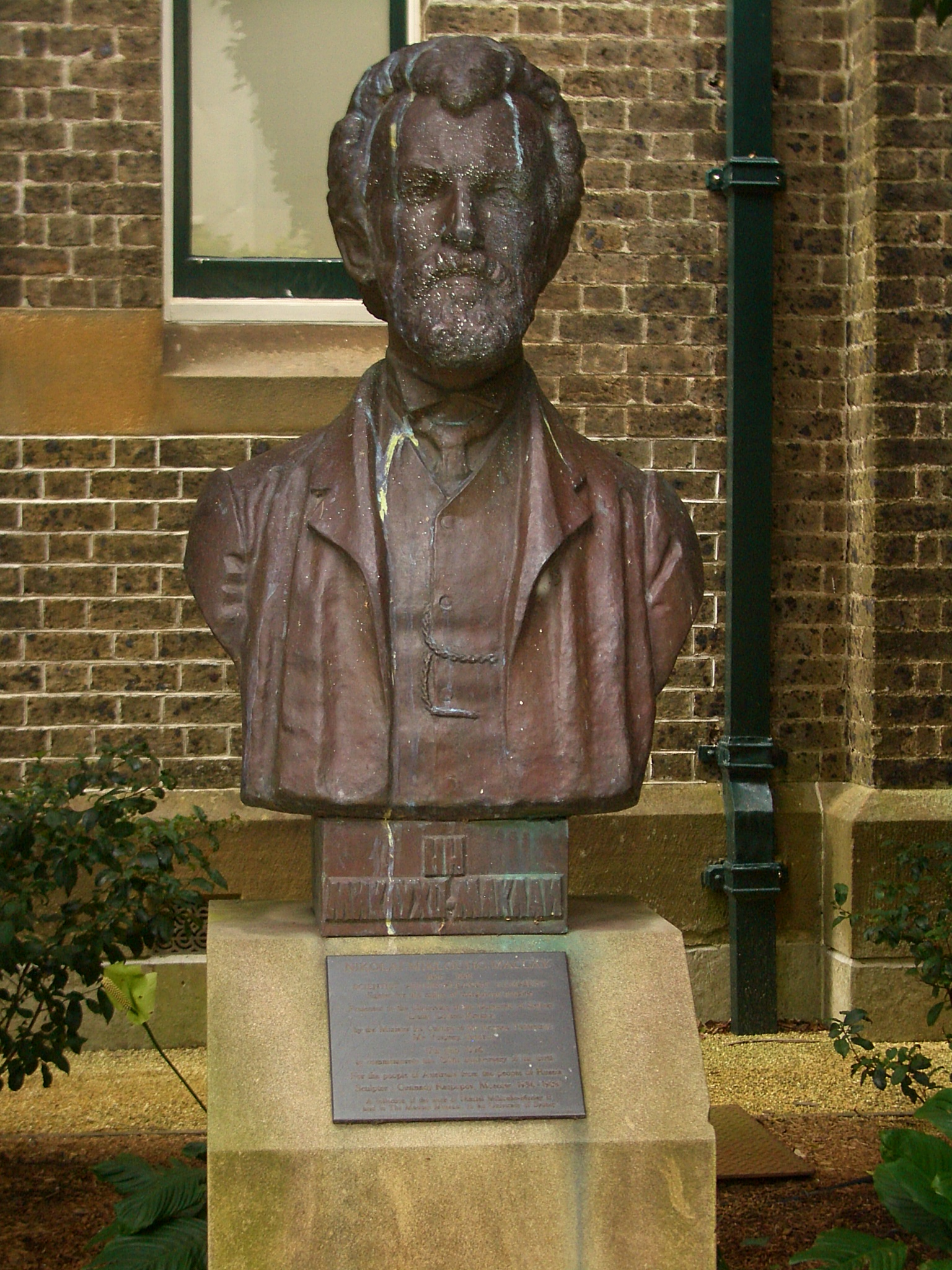
Busto de Miklouho-Maclay, Macleay Museu na Universidade de Sydney

A Estação Marinha  Biológica na baía Watson, construída e utilizada por Miklouho-Maclay, foi confiscada pelo Ministério da Defesa, em 1899 como um quartel para os oficiais. Nos anos 1980, a Sociedade Miklouho-Maclay, sem sucesso, fez lobby para que o centro fosse transformado em um marco histórico em memória do trabalho científico de Miklouho-Maclay. Hoje, apesar de possuída pela Federação Sydney Harbour Trust, o prédio é usado como uma residência privada, e é aberto ao público apenas em ocasiões especiais.
A  Sociedade Miklouho-Maclay teve êxito em nomear um parque em sua honra na Baía Snails (Birchgrove), não muito longe da casa onde morou, em Sydney por algum tempo.
Um busto de Miklouho-Maclay foi colocado na frente do Museu Macleay,  na Universidade de Sydney para comemorar os 150 anos de sua morte. O Comunhão  Macleay Miklouho-Maclay está disponível na Universidade de Sydney todo ano.

### Indonésia
Um monumento para Miklouho-Maclay foi produzido em Jacarta, Indonésia, em 3 de Março de 2011.

### Papua-Nova Guiné

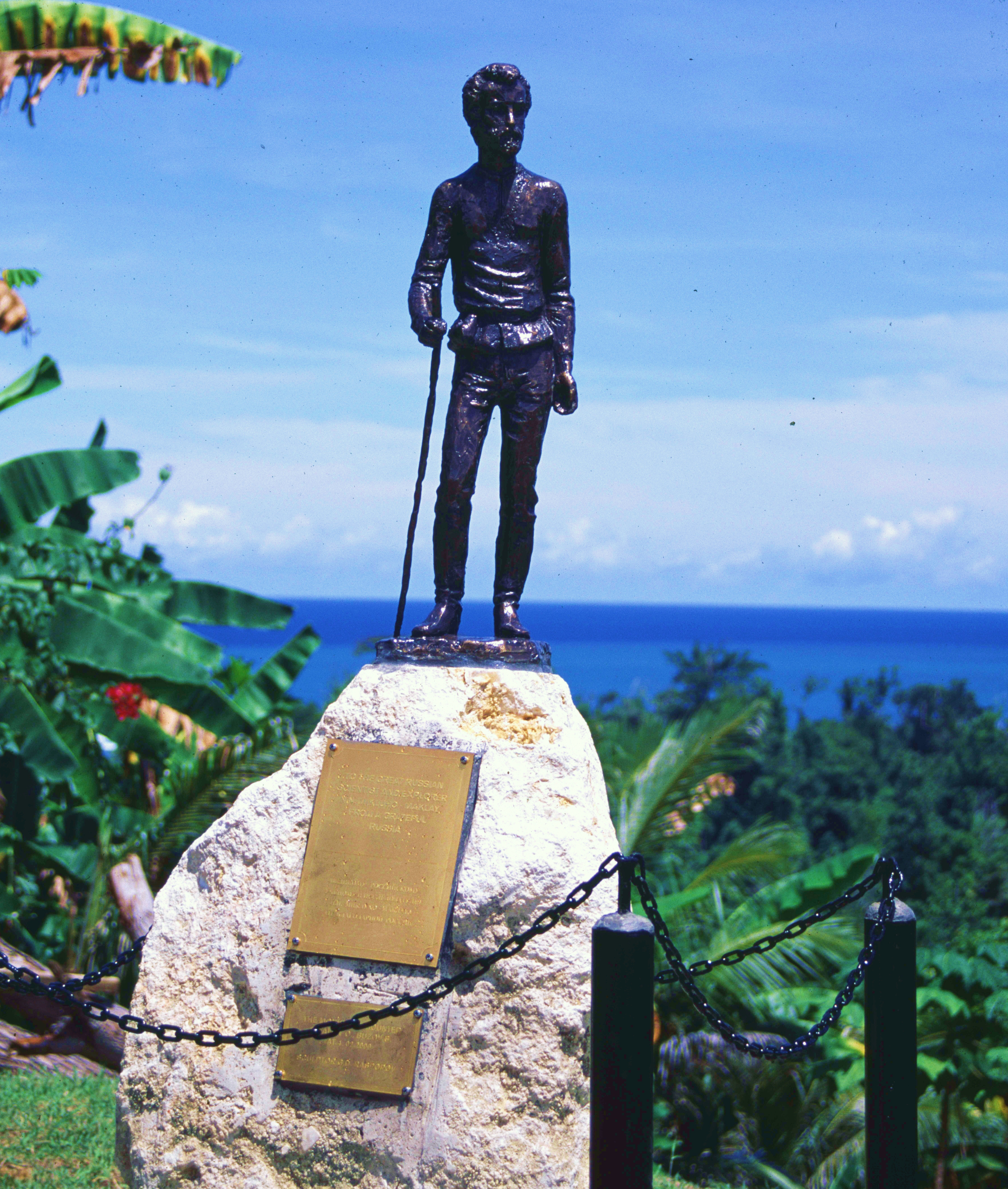
Monumento ao Miklouho-Maclay em Nova Guiné

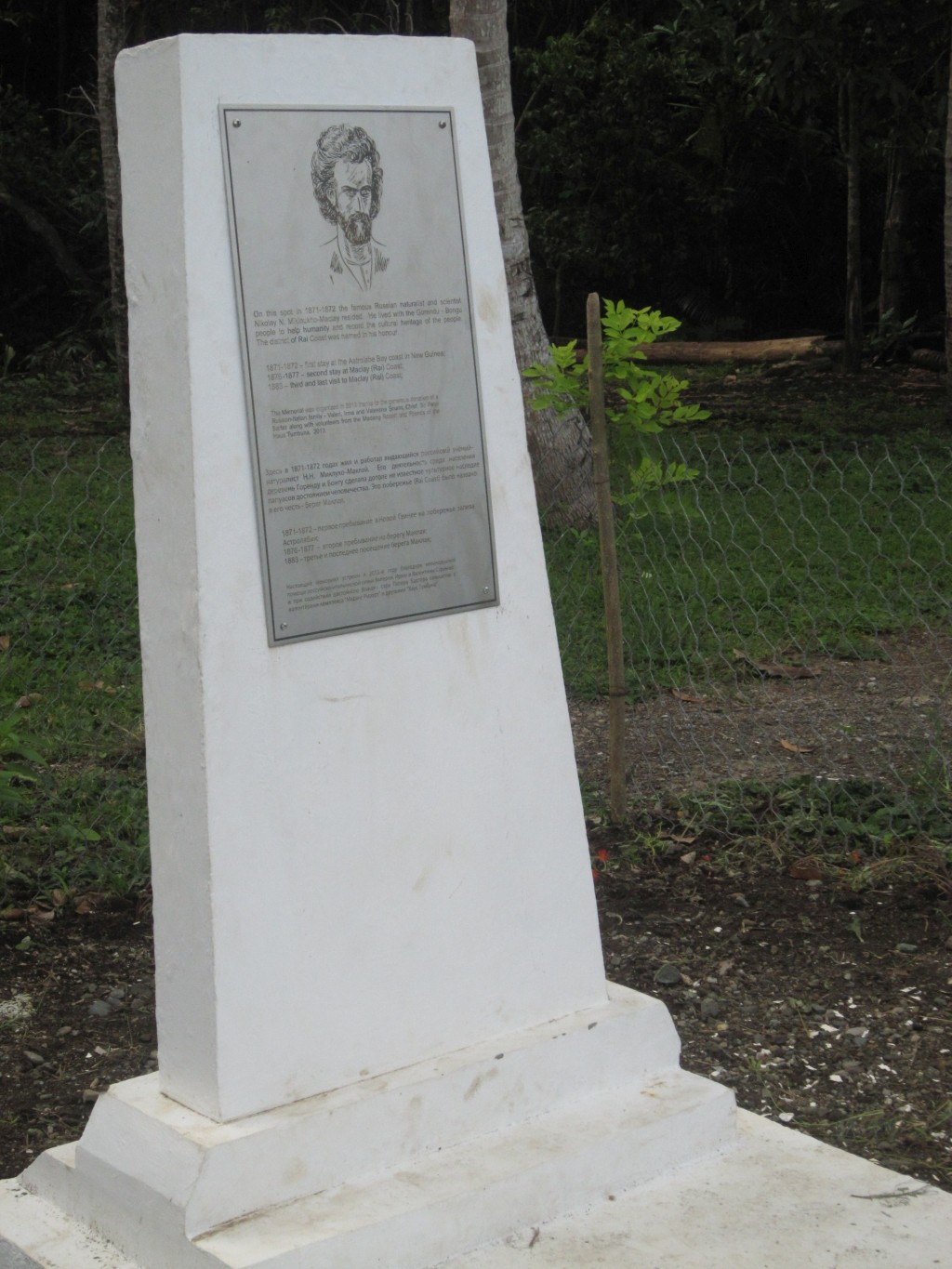
Monumento perto de Bongu Aldeia celebrando o legado de Nikolai Miklouho-Maclay, explorador russo. Foto tirada em 5 de dezembro de 2014

A Costa Maclay (ru:Берег Маклая), que Miklouho-Maclay nomeou, ainda é usada como o nome para a costa nordeste de Papua Nova Guiné. A Costa Maclay é definida por Miklouho-Maclay como uma extensão de 150 quilômetros entre Cabo Croisilles e Cabo Rei William, e de 30 a 50 milhas para o interior e para as montanhas de Mana-Boro-Boro (Finisterre Montanhas).
Em Madang(Papua-Nova Guiné – não muito longe de onde o explorador ficou na década de 1870 , uma rua foi nomeado com ele.
Em 2000, um monumento foi erguido em Nova Guiné por Oleg Aliev. Em 2013, um monumento para celebrar o legado de Miklouho-Maclay foi erguido na aldeia Bongu, na Província Madang, financiado pelo "Valeria, Irma, e Valentina Sourin, Chefe, Sir Peter de Permuta e os voluntários da Madang Resort e Amigos da Haus Tumbuna".

### Rússia
Na Rússia há um Instituto de Etnologia e Antropologia e uma rua no sudoeste de Moscou (onde a Universidade Amizade Dos Povos da Rússia está situada) nomeado em sua honra. O distrito museu Okulovka, Novgorod Oblast, é nomeado com ele.
O navio de passageiros Khabarov foi nomeado com ele. Com base em Khabarovsk, foi utilizado para o Rio Amur, entre as décadas de 1960 e 1990.

### Ucrânia
Um monumento para Miklouho-Maclay foi erguido no Malyn, Ucrânia, onde sua família possuía uma propriedade rural.
Há também um busto dele em Sebastopol, Península da Criméia.